# Muhlenbergia maxima
Muhlenbergia maxima är en gräsart som beskrevs av Simon Laegaard och Sánchez Vega. Muhlenbergia maxima ingår i släktet muhlygräs, och familjen gräs. Inga underarter finns listade i Catalogue of Life.